# 6 Brygada Kawalerii (austro-węgierska)
6 Brygada Kawalerii (6. Cav.-Brig., 6. KBrig.) – brygada kawalerii cesarskiej i królewskiej Armii.
6 Brygada Kawalerii stacjonowała na terytorium 6 Korpusu i była podporządkowana jego komendantowi. Komenda brygady mieściła się w Miszkolcu. W 1912 roku brygada została włączona eksterytorialnie w skład 1 Dywizji Kawalerii.
W sierpniu 1914 roku w skład brygady wchodził:
- Pułk Huzarów Nr 7: 4 szwadrony.
- Pułk Huzarów Nr 14: 6 szwadronów.
- Oddział Karabinów Maszynowych Kawalerii[1].

## Komendanci brygady
- płk/GM Józef Zaleski (ok. 1892 - ok. 1896)
- GM Viktor Mayr ( – 1912)
- GM Samuel Apór de Al-Tórja (1912 – VIII 1914 → komendant 5 Dywizji Kawalerii Honwedu)
- płk Arthur von Pongrácz (1916)